# Соему Тойода
Соему Тойода (на японски: 豊田 副武) е японски адмирал от Императорския военноморски флот на Япония, участвал във Втората световна война.

## Ранен живот
Тойода е роден на 22 май 1885 г. в Кицуки, префектура Оита. Завършва Императорската военноморска академия през 1905 г. Служи като курсант на борда на крайцерите „Хашидате“ и „Ниссин“. На 20 декември 1906 г. е назначен за мичман втори ранг на разрушителя „Асацую“. На 25 септември 1908 г. е повишен на младши лейтенант.
Завръща се в училище и става експерт по торпедни тактики и корабна артилерия. На 1 декември 1911 г. става лейтенант и започва служба на линейния крайцер „Курама“. Завършва Военноморския военен колеж с почести през 1915 г. и е повишен на капитан трети ранг на 1 април 1917 г. Тогава е назначен за адютант на адмирал Мотаро Йошимацу до 1919 г., а в периода 1919 – 1922 г. е военно аташе във Великобритания.
След като се завръща в Япония, той е назначен за офицер на крайцера „Кума“. Впоследствие служи на няколко административни позиции, преди да е повишен на капитан първи ранг на 1 декември 1925 г. и да е назначен като командир на крайцера „Юра“. През декември 1930 г. му е поверено командването на линейния кораб „Хюга“. По време на Лондонския мирен договор от същата година, той придружава адмирал Исороку Ямамото. На 1 декември 1913 г. Тойода е повишен на контраадмирал. Тогава е назначен за началник на Втори отдел на Генералния щаб на Императорския военноморски флот до февруари 1933 г. На 15 ноември 1935 г. е повишен на вицеадмирал.
От 1935 до 1937 г. Тойода е директор на Бюрото по военноморските работи, а на 20 октомври 1937 г. е назначен за главнокомандващ 4-ти флот. Впоследствие става командир на 2-ри флот на 15 ноември 1938 г. И двата флота са активни по време на Втората китайско-японска, подкрепяйки японското настъпление в Китай. В периода 1939 – 1941 г. Тойода служи като директор на военноморското корабостроене.

## Втора световна война
На 18 септември 1941 г. е повишен на адмирал. При нападението над Пърл Харбър на 7 декември, Тойода е главнокомандващ на военноморския район Куре. Той се обявява категорично против войната със САЩ, която от самото начало счита за невъзможна за спечелване.
На 10 ноември 1942 г. е избран за член на Върховния военен съвет, където полага големи (и като цяло неуспешни) усилия за увеличаване на финансирането и капацитета на японската промишленост в областта на военноморската авиация. На 21 април 1943 г. е назначен (и понижен) да командва военноморския район Йокосука.
След смъртта на адмирал Минеичи Кога, Тойода е назначен за главнокомандващ на Обединения флот на 3 май 1944 г. През юни той изготвя и пуска в действие плана „А-Го“, който води до решителното поражение на Императорския военноморски флот под командването на адмирал Джисабуро Одзава в битката за Филипинско море. След това продължава с плана „Шо-Го“, който отново води до голяма загуба в битката в залива Лейте. Тойода ясно осъзнава, че и двата плана крият голям риск, но тъй като Императорският военноморски флот бързо свършва запасите си от гориво и други важни провизии, той решава, че потенциалната победа оправдава риска за загуба на флота, който и без това скоро би станал безполезен. В крайна сметка, обаче, агресивната отбранителна стратегия на Тойода не проработва. Въпреки това, той продължава в същия дух, одобрявайки плана „Тен-Го“, предвиждащ изпращането на линейния кораб „Ямато“ на последната му мисия до Окинава.
Тойода наследява Коширо Оикава като началник на Генералния щаб на Императорския военноморски флот на 29 май 1945 г., след като последният подава оставка, и е последният командир на тази позиция преди премахването ѝ след края на войната. Участва в множество императорски конференции, касаещи капитулацията на страната. Тойода се обявява за приключването на войната, но настоява правителството да се бори за по-благоприятни условия. След атомните бомбардировки над Хирошима и Нагасаки, обаче, позицията му става по-крайна. Той започва да твърди, че японците трябва да защитават родината си до последния човек.

## Следвоенни години
След войната, Тойода е разпитан от контраадмирал Ралф Офсти в Токио на 14 ноември 1945 г. Намерен е за интелигентен и добре информиран човек, твърд противник на голямата политическа сила, с която разполагат сухопътните сили в японското правителство. Впоследствие е арестуван от Върховното командване на съюзническите сили и пратен в затвор. През 1948 г. е обвинен в нарушаване на правилата на войната. Той пледира невинен. Оправдан е и е освободен през 1949 г.
През 1950 г. публикува мемоарите си. Умира на 22 септември 1957 г. в Токио от инфаркт.